# Land of Fire 2010
A seguito di una controversia riguardante le votazioni all'Eurovision Song Contest 2009, per la quale 43 cittadini azeri sarebbero stati interrogati dalla polizia locale per aver votato per la canzone armena, la partecipazione dell'Azerbaigian all'Eurovision Song Contest 2010 è stata fortemente dubbia. Dopo la decisione finale dell'Unione europea di radiodiffusione di penalizzare l'Azerbaigian con una sanzione di circa 2.000 euro, l'Armenia ha dimostrato il suo disappunto confermando la sua partecipazione soltanto il 15 dicembre, dopo lunghe trattative. 
 Ad ogni modo, la selezione nazionale azera sarà denominata "Terra del Fuoco" e si articolerà in due fasi: la prima, la semifinale del 2 febbraio alla quale parteciperanno sei cantanti, la seconda, a fine febbraio, in cui verrà decretata la canzone vincitrice.

## Partecipanti
Il 2 febbraio sono stati selezionati i tre partecipanti alla finale del 2 marzo.
| Artista          | Canzone               | Autore(i)                                       | Risultato   |
| ---------------- | --------------------- | ----------------------------------------------- | ----------- |
| Azad Shabanov    | "Smile"               | Zahra Badalbeyli, Vusal Garayev                 | Eliminato   |
| Milk & Kisses    | "I Am On Fire"        | Dilara Kazimova, Farida Nelson, D.J. LOOPer     | Qualificato |
| Maryam Shabanova | "I've Had Enough"     | Maryam Shabanova                                | Qualificato |
| Safura Alizadeh  | "Soz ver" ("Promise") | Gunel Musayeva, Zahra Badalbeyli, Elvin Musayev | Qualificato |
| Elli Mishiyeva   | "Up, Up"              | Isa Malikov, Paulina Malikova, Elli Mishiyeva   | Eliminato   |
| Ulviyya Rahimova | "In Love"             | Ulviyya Rahimova, Sergey Guliyev                | Eliminato   |

Il 2 marzo, Safura Alizadeh è stata selezionata per rappresentare il paese. La giuria ha poi scelto, il 18 marzo, la canzone che avrebbe rappresentato l'Azerbaigian all'Eurofestival.
| Ord. | Artista          | Canzone         | Autore(i)                  |
| ---- | ---------------- | --------------- | -------------------------- |
| 1    | Safura Alizadeh  | "Drip Drop"     | Stefan Örn, Sandra Bjurman |
| 2    | Safura Alizadeh  | "Under My Skin" | Stefan Örn, Sandra Bjurman |
| 3    | Safura Alizadeh  | "Soulless"      | Anders Lundström           |
| 4    | Milk and Kisses  | "Under My Skin" | Stefan Örn, Sandra Bjurman |
| 5    | Milk and Kisses  | "Drip Drop"     | Stefan Örn, Sandra Bjurman |
| 6    | Milk and Kisses  | "Cancelled"     | Stefan Örn                 |
| 7    | Maryam Shabanova | "Under My Skin" | Stefan Örn, Sandra Bjurman |
| 8    | Maryam Shabanova | "Soulless"      | Anders Lundström           |
| 9    | Maryam Shabanova | "Drip Drop"     | Stefan Örn, Sandra Bjurman |

## All'Eurovision Song Contest
L'Azerbaigian ha gareggiato nella seconda semifinale, il 27 maggio, classificandosi 2º con 113 punti. In finale Safura ha ottenuto 145 punti classificandosi 5º.